# Erzbistum Calicut
Das Erzbistum Calicut (lateinisch Archidioecesis Calicutensis, englisch Archdiocese of Calicut) ist eine römisch-katholische Diözese in Indien. Es war bis zur Erhebung zur Erzdiözese eine Suffragandiözese des Erzbistums Verapoly.

## Geschichte
Das Bistum Calicut wurde am 12. Juni 1923 aus Gebieten der Bistümer Coimbatore, Mangalore und Mysore errichtet. Erster Bischof wurde der Jesuit Paolo Charles Perini. Am 31. Dezember 1953 trat es Gebiete an die neu errichtete Eparchie Tellicherry (syro-malabarisch) ab. Die nächsten Gebietsabtretungen erfolgten im November 1998, als das Bistum Kannur errichtet wurde, und am 28. Dezember 2013 zur Gründung des Bistums Sultanpet.
Am 12. April 2025 wurde Calicut von Papst Franziskus zum Metropolitan- und Erzbistum erhoben mit den Suffraganbistümern Kannur und Sultanpet.

## Bischöfe und Erzbischöfe von Calicut
- Paolo Charles Perini SJ (1923–1932)
- Leone Proserpio SJ (1937–1945)
- Aldo Maria Patroni SJ (1948–1980)
- Maxwell Valentine Noronha (1980–2002)
- Joseph Kalathiparambil (2002–2011)
- Varghese Chakkalakal (seit 2012, ab 2025 Erzbischof)

## Nachweise
1. ↑  Rinunce e nomine. Abgerufen am 12. April 2025.